# Csíkszentlélek
Csíkszentlélek (románul: Leliceni) falu Romániában Hargita megyében. Közigazgatásilag 2004 óta önálló község, azelőtt Csíkszentkirályhoz tartozott.

## Fekvése
Csíkszeredától 5 km-re délkeletre a Bánátus-patak völgyében fekszik. Alszeg, Boroszló, Fitód és Szentlélek nevű tízesei máig különállnak.

## Nevének eredete
Nevét a Szentlélek tiszteletére szentelt templomáról kapta.

## Története
Területe ősidők óta lakott. A falutól északnyugatra emelkedő Kőhegyen, valamint délnyugatra a Tilalmas-dombon bronz- és vaskori leletek kerültek a felszínre. A falunak 1332-es, Sacerdos de Spiritu néven történő első említésekor már volt temploma. A templomtól délnyugatra a Bánátus-patak mellett az 1661-ben a tatárok által elpusztított középkori falu maradványai kerültek elő. 1694-ben a határában vertek meg a székelyek egy tatár sereget, ennek az emlékét a falu határában álló Véreskép nevű emlékmű őrzi. 1910-ben Fitóddal együtt 696 magyar lakosa volt. A trianoni békeszerződésig Csík vármegye Felcsíki járásához tartozott.

## Látnivalók
- Dombon álló mai temploma a 14. században épült, a 15. században bővítették. Mai formáját az 1806-os átalakításkor nyerte el. 1510-ben és szárnyas oltárát a Magyar Nemzeti Múzeum őrzi.
- A templom mellett van egy 500 éves téli hársfa (Tilia cordata), amelyet 2011-ben "Az év európai fájának"[2] választottak.
- A templom előtti öreg hársfa (szádokfa) alatt szokták megtárgyalni ősi pogány szokás szerint a székelyek ügyes-bajos dolgaikat.
- A Csíkszeredai út mellett áll a Véreskép (igazából Vereskép), az 1694. évi tatárbetörés visszaverésének emlékműve (mely tényről nincsen feljegyzés, vélhetően egy "magyarítás"), 5,5 m magas csonkakúp alakú emlékmű. Boltíves ablakfülke kúpsokján elmosódott freskónyomok láthatók.
- Boroszlótól délre a Paphalála nevű dombon egykor a Várkápolna (a helybeliek csak Kápolnának nevezik) állott, 1697-ben itt fejeztette le gr. Mikes Kelemen főkirálybíró Gyergyai János háromszéki esperest, mivel megházasodott.
- Zenetörténeti emléke a Domokos Pál Péter által felfedezett, 1716 és 1739 között Bocskor János által összeállított Csíkszentléleki énekeskönyv.

## Híres emberek
- Itt született Bándi Vazul, a Csíksomlyói Római Katolikus Gimnázium történetírója.
- Itt született 1617. június 29-én Ágoston Péter székely jezsuita szerzetes, híres hitszónok.
- Itt született Bocskor Ádám (Csíkszentlélek, 1737. – Segesvár, 1813. január 31.) ferences rendi szerzetes.
- Itt élt Bocskor János, a költő.
- Innen indult Madéfalvára Zöld Péter.
- Itt született 1967. október 6-án Ambrus Attila.

## Hivatkozások

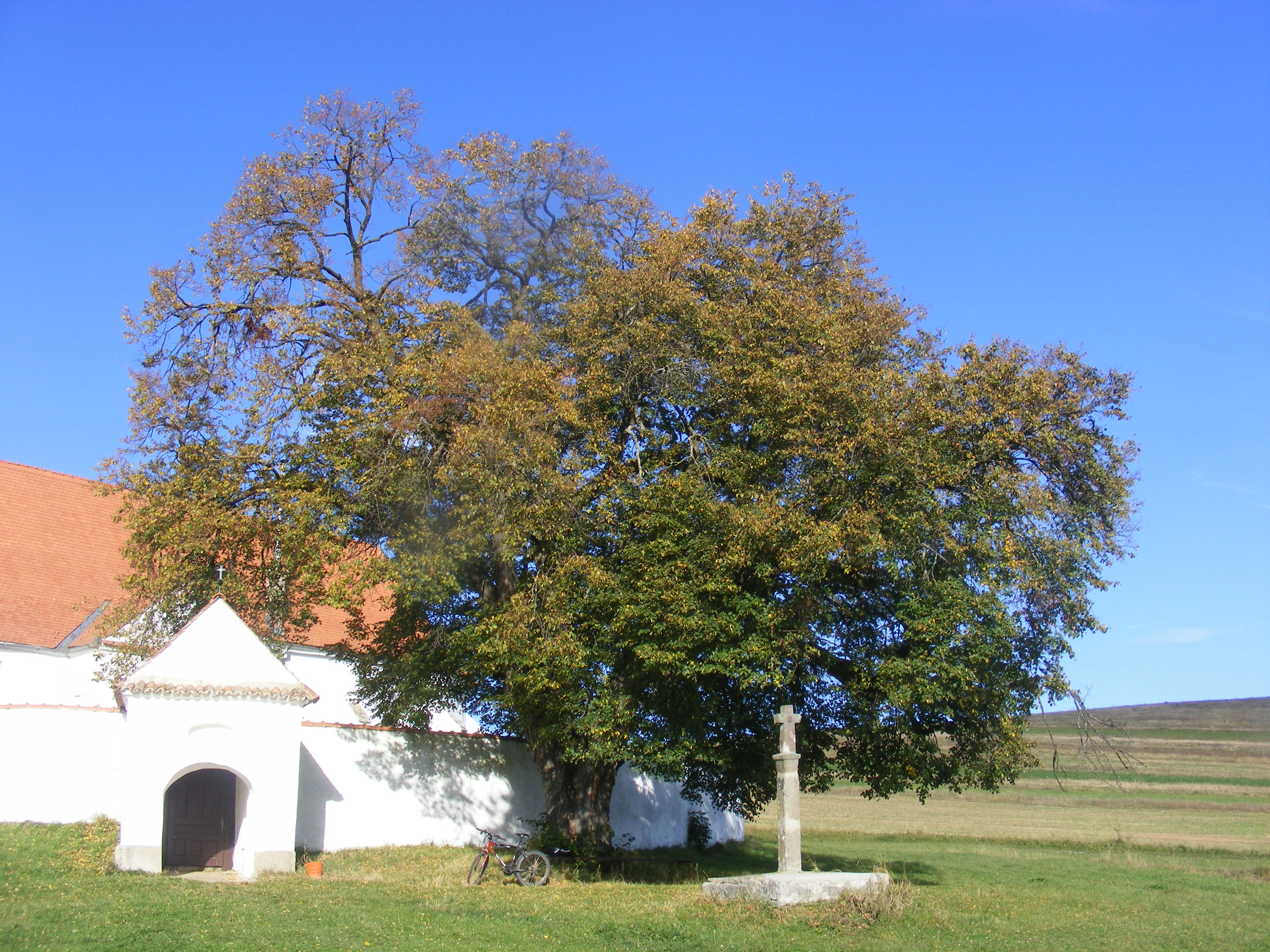
Csíkszék legöregebb fája a templom mellett
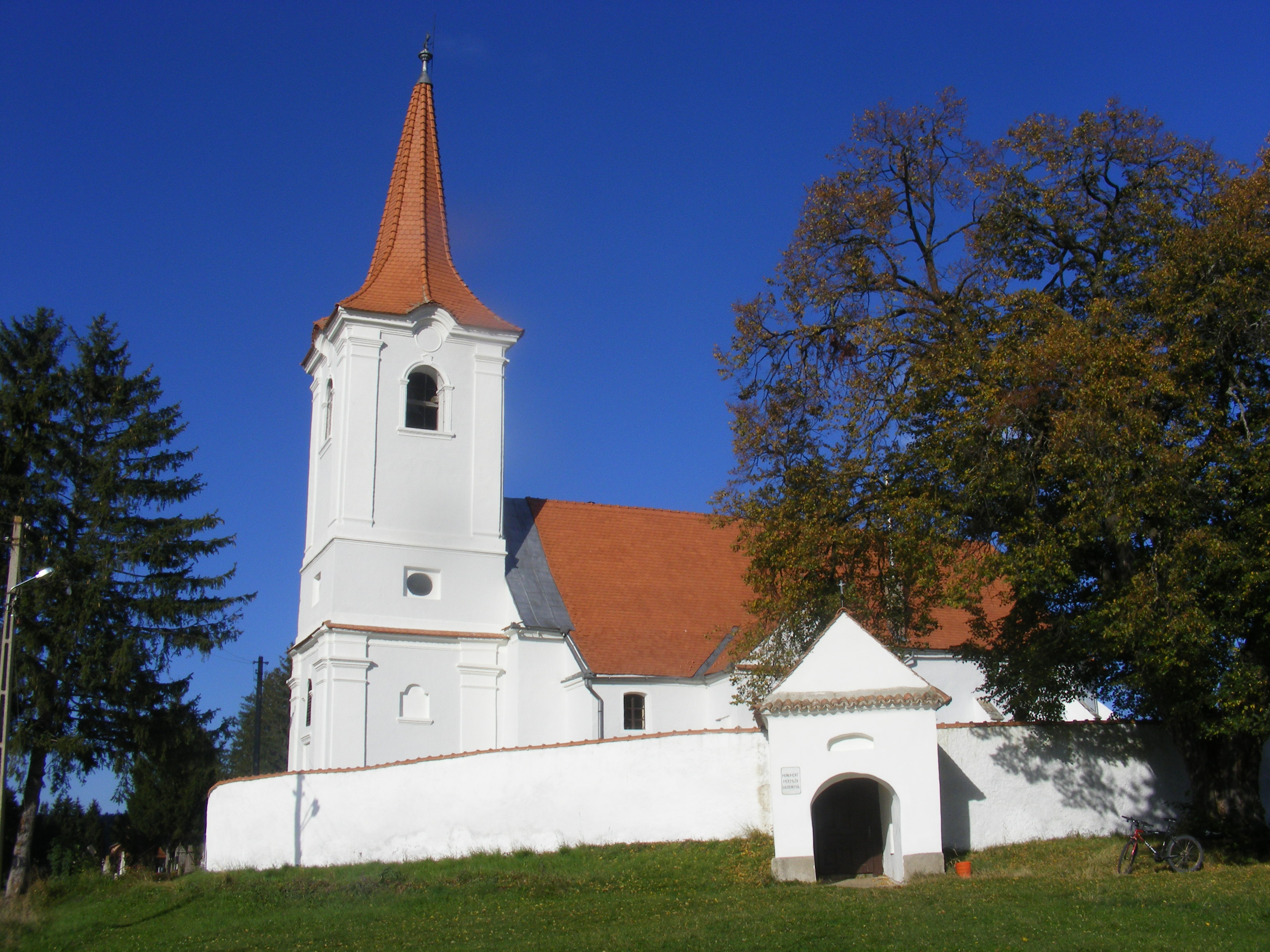
A római-katolikus templom

## Testvértelepülések
| Ország       | Település     |
| ------------ | ------------- |
| Magyarország | Fülöpjakab    |
| Magyarország | Mindszent     |
| Magyarország | Nyársapát     |
| Magyarország | Pusztaederics |
| Magyarország | Tolmács       |